# Bad Taste (film)
Bad Taste is een Nieuw-Zeelandse horror-komedie uit 1987 en de eerste film van regisseur Peter Jackson. De productie kostte circa $25.000,- en vier jaar om te maken. Om het budget te drukken, werden de speciale effecten en animaties zo eenvoudig mogelijk gehouden. De werktitel van de film was Roast of the Day. Jackson won voor de film de publieksprijs op het Fantafestival 1989 in Rome. Bad Taste groeide uit tot cultfilm.
Ondanks het lage budget, bevat de film een aantal speciale effecten om gore-elementen te creëren. De acteurs waren allemaal vrienden en familieleden van Jackson. Ook moest de regisseur het merendeel van de werkzaamheden zelf opknappen. Zo is hij naast regisseur ook acteur, producent, schrijver, monteur en grimeur van de film. Hij speelt zowel agent Derek als alien Robert en vecht zo op zeker moment in de film met zichzelf.

## Verhaal
Nadat de hele bevolking Kaihoro in Nieuw-Zeeland verdwenen lijkt, vaardigt de Astro Investigation and Defence Service (AIDS) agenten Derek, Frank, Ozzy en Barry af om de zaak te onderzoeken. Het dorpje blijkt te zijn ingenomen door buitenaardse wezens die mensenvlees verzamelen voor hun 'intergalactische fastfoodtent'.

## Rolverdeling
| Acteur           | Personage                              |
| ---------------- | -------------------------------------- |
| Terry Potter     | Ozzy/3rd Class Alien                   |
| Pete O'Herne     | Barry/3rd Class Alien                  |
| Craig Smith      | Giles/3rd Class Alien                  |
| Mike Minett      | Frank/3rd Class Alien                  |
| Peter Jackson    | Derek/Robert                           |
| Doug Wren        | Lord Crumb                             |
| Dean Lawrie      | Lord Crumb SPFX Double/3rd Class Alien |
| Peter Vere-Jones | Lord Crumb's stem                      |
| Ken Hammon       | 3rd Class Alien                        |
| Robin Griggs     | 3rd Class Alien                        |
| Michael Gooch    | 3rd Class Alien                        |
| Peter Gooch      | 3rd Class Alien                        |
| Laurie Yarrall   | 3rd Class Alien                        |
| Shane Yarrall    | 3rd Class Alien                        |
| Philip Lamey     | 3rd Class Alien                        |